# Stokers Siding
Stokers Siding är en del av en befolkad plats i Australien. Den ligger i kommunen Tweed och delstaten New South Wales, i den sydöstra delen av landet, omkring 640 kilometer norr om delstatshuvudstaden Sydney. Antalet invånare är 655.
Närmaste större samhälle är Murwillumbah, nära Stokers Siding. 
I omgivningarna runt Stokers Siding växer i huvudsak städsegrön lövskog. Runt Stokers Siding är det ganska glesbefolkat, med 24 invånare per kvadratkilometer. Genomsnittlig årsnederbörd är 1 801 millimeter. Den regnigaste månaden är januari, med i genomsnitt 320 mm nederbörd, och den torraste är oktober, med 41 mm nederbörd.